# さよならトロイメライ
『さよならトロイメライ』は、壱乗寺かるたによる日本のライトノベル。イラストは日吉丸晃が担当している。富士見ミステリー文庫（富士見書房）より2004年1月から2006年12月まで刊行された。第3回富士見ヤングミステリー大賞・井上雅彦賞を受賞した。また、富士見ファンタジア文庫（富士見書房→KADOKAWA）にて続編『放課後トロイメライ』が2008年6月から2015年1月まで刊行された。

## 登場人物

### 第十三期トップ3とパートナー
藤倉冬麻（ふじくら とうま）
本作の主人公の17歳。巫城都（みしろ みやこ）に拉致同然に巫城学園に転校させられる。真霜の血を引いているらしく、直接触れた物体の温度を上げたり、瞬間的に身体能力を向上させることができる。ただしこの能力を使うと目眩と嘔吐感に同時に襲われてしまう。旧姓は華坂瀬（かさかぜ）。10年前に起きた事故で母親の冬姫を亡くしており、その後藤倉家へ養子に入った。義理の妹・葉琴（14歳）がいる。巫城学園の特別制度における「トップ3」の一人だが、成績は下から数えた方が早い・通称逆トップ。女性が苦手。
巫城都（みしろ みやこ）
本作のメインヒロイン。腰まである流れるような黒髪に黒衣が目を惹く巫城学園オーナー令嬢にして巫城グループ会長の孫娘。巫城学園S棟の寮長でもある才色兼備（冬麻曰く完全無欠の箱入りお嬢様）の17歳。同じく「トップ3」でテスト成績は1,000点中1,000点という驚異的な頭脳の持ち主。10年前に巫城グループ経営の銀行で起きた人質立て籠もり強盗事件の際に発動した冬麻の能力で左腕を失うも、彼を一途に想い続けてきた。そのため彼に「都」以外の呼び方をされるのを嫌い、「さん」付けで呼ばれることも拒否する。重度の高所恐怖症だが、冬麻が一緒なら平気らしい。バストサイズはBカップだが、泉によると最近成長しているらしい。四巻の終盤でかなり嫉妬深いことが判明。冬麻が来るまでは昼食は八千代の手作り弁当だったが、彼が来てからは八千代の苦労を理由に少しでも同じ時間を過ごすため学食派になった。
長峰泉（ながみね いずみ）
ツインテールがチャームポイントの冬麻の「パートナー」。自殺の危険性のあった兄・長峰亮平の側にいるため「パートナー」に志願したが、今では純粋に冬麻のことを慕っている。れっきとした高等部一年生の16歳だが、そうは見えないほど外見は幼く、小学生にすら見えるほど。非常に料理が下手で目玉焼きすら有機物の最終形態（つまり炭）にしてしまう。誰もが認める「究極の癒し系」だが、ヘコむと瞬時に「鬱モード」に移行してしまい、先が輪になった縄などを取り出すので冬麻に安息を許さない。A棟の寮長からは「エビシッポ」と呼ばれている。一見すると天然キャラクターだが知能指数はかなりのものらしく、兄の亮平曰く「芝居の台本程度なら2時間でものにできる」らしい。八千代とは親友。
真霜八千代（ましも やちよ）
黒い和服と隠し持った投げナイフがトレードマーク。都に絶対服従のパートナーであり、冬麻が命名した異名はS棟の暗殺者。登場当初は一切の感情をなくした人形のようだったが、二巻以降かなり表情豊かに描かれるようになった。意外にノリやすい性格で、判っていてもカンナの挑発に乗ってしまう。さらに学園祭ではお化け屋敷に偽装した学生コスプレキャバクラでの猫又役はけっこう気に入っていたらしく、人気ナンバーワンでもあった。彼女の和服は実姉の雪姫に貰ったものらしく、校内でも制服の替わりに着ている。しかし六巻から七巻にかけて変装のために北森学園の制服（セーラー服）を着用しており、初のスカート姿に人気ランキングが急上昇した。都のことを誰よりも気にかけており、冬麻が彼女の意中の相手であることが不本意。よく冬麻に頭を撫られるが、本人もまんざらでもないらしい。成績優秀で戦闘能力も高く、精神的にも強いが、年頃の少女らしく胸の小ささを気にする一面も。目測ではAカップギリギリだが、本人曰く「実はそれより少しだけ」あるらしい。泉とは親友。
秋月春太（あきづき はるた）
冬麻を人面機関車と同じニックネームで呼ぶ自称親友の「トップ3」で17歳。爽やかルックスに加え190センチを越える長身と兄貴肌の性質で男女問わず人気があるが、カンナにいわせると女子人気の方が高いらしい。最近では中等部を含む下級生にも人気が出てきたとの情報あり。ただし常識外れなまでの食欲の持ち主で、学食では必ずカツ丼・天丼・親子丼の特盛3点セットを基本とするほど（冬麻曰く「春太セット」）。パートナーであるカンナとのコミュニケーションはもはや夫婦漫才の域に達している。実家はかなり名のある旧家らしい。
筧カンナ（かけい カンナ）
高等部全員が認める天才で変人で巨乳な関西弁の春太のパートナー。常に明るくハイテンションなS棟のレクリエーション担当。学生のレベルを完全に逸脱した科学技術的才能の持ち主で、ハッカーとしての腕もさることながら自作で打ち上げ花火を作ったこともある（材料入手経路は不明）。春太への愛を隠そうともしない率直で真っ直ぐな性格だが、同時に隠し事ができないというのが彼女の周囲の共通の見解。最近春太の下駄箱に入れられるラブレターの量が急増しているため、春太が読む前に処分するのに手間取っている。実家は春太と同じく名のある旧家でオーダーメイドで義手や義足を作る医療機器メーカー関係を生業としている。金持ちにありがちな環境で育ったらしく、「家族」というものに強い憧れがある模様。冬麻へのエロいイタズラ、セクハラが趣味。

### 過去のトップ3とパートナー
長峰亮平（ながみね りょうへい）
泉の兄。左目を眼帯で覆った謎の高等部三年生の現「トップ3」。線が細く飄々としている。不治の病を患っており、わずか15年しか生きられないと宣告されていたが、奇跡的に15を過ぎた今でも生存している。直射日光に当たっただけで激しい頭痛に見舞われるほどの超虚弱体質。登場時は異常なまでに「生きる意志」が希薄で何度も自殺未遂を起こしていたが、泉の計画した作戦で現在は若干、生存欲が出てきた模様。ただしそれ以降カンナ並みのセクハラ魔人と化しており、エロワードを連発して冬麻をオモチャにする趣味に目覚めた気あり。眼帯をしている理由は、当時自身がパートナーを務めていた「トップ3」阿久沢優の脱走に手を貸した際、「自分も連れて行ってほしい」と言ったところ左の眼球をえぐり取られたため。死に対する恐怖に慣れているため、視線と銃口の角度で弾道を見切ることができ、自身の生気の薄さから他人のそれには敏感で20メートル以内の人間の接近を探知可能。榊みどりとは6年以上の付き合い。物語の途中で眼帯を反対側の目にかけている。
榊みどり（さかき みどり）
長嶺亮平の現パートナー。医学と薬学のスペシャリスト。のんびりぽやぽやとしたのんびり屋だが、亮平のためなら命を捨てる覚悟もある芯の強い女性。登場時はロングヘアだったが、作戦のためショートヘアになった。カンナをも凌ぐナイスバディ。
阿久沢優（あくざわ ゆう）
現在脱走中の元トップ3。満月を見ると大ザルになる戦闘民族もびっくりの破壊力と身体能力を持つ巫城学園の破壊神。ただし、彼の強さは遺伝的なものと家柄故の英才教育だけでなく、痛覚を始めとする自らを守るための脳の機能が全て欠如しているという部分が大きい。一切の痛みを感じないため自身の存在を感じにくく、入学当初は中等部校舎の窓ガラス全てを割っていた。れっきとした男性だが、普段から女子用制服を着用しており素顔も女性と見まがうほどのすごい美人。

## 漫画
富士見書房の『ドラゴンエイジピュア』Vol.3に読み切りで漫画化作品が掲載された。その後『放課後トロイメライ』がVol.11号に掲載され、『ドラゴンマガジン』2008年11月号から2010年5月号まで連載された。作画はイラスト担当の日吉丸晃。未単行本化。

## 朗読ボイス
携帯サイト『FUJIMIオールスターズ』（エンターブレイン）では朗読ボイスという、作品から選りすぐったシーンを声優が朗読し、4 - 5分程度のボイスデータが無料で配信されていた。『さよならトロイメライ5 ノエル・アンサンブル』の内容で、男性ボイスの担当は山本圭一郎、女性ボイスの担当は出野明日香が、『さよならトロイメライ6 恋人のためのエチュード』の内容で男性ボイスの担当は萩道彦、女性ボイスの担当は滝田樹里・長谷川明子が朗読した。

## 既刊一覧

### さよならトロイメライ
- 壱乗寺かるた（著）・日吉丸晃（イラスト）、富士見書房〈富士見ミステリー文庫〉、全8巻
  - 『さよならトロイメライ』、2004年1月10日発売[4]、ISBN 4-8291-6241-4
  - 『さよならトロイメライ2 かんむり座の約束』、2004年5月8日発売[5]、ISBN 4-8291-6256-2
  - 『さよならトロイメライ3 幻想リプレイ』、2004年9月10日発売[6]、ISBN 4-8291-6272-4
  - 『さよならトロイメライ Novellette-ノヴェレッテ-』、2004年12月10日発売[7]、ISBN 4-8291-6285-6
  - 『さよならトロイメライ4 追想の和音』、2005年5月10日発売[8]、ISBN 4-8291-6304-6
  - 『さよならトロイメライ5 ノエル・アンサンブル』、2005年12月10日発売[9]、ISBN 4-8291-6331-3
  - 『さよならトロイメライ6 恋人のためのエチュード』、2006年3月10日発売[10]、ISBN 4-8291-6346-1
  - 『さよならトロイメライ7 思いの輪舞曲』、2006年12月9日発売[11]、ISBN 4-8291-6377-1

### 放課後トロイメライ
- 壱乗寺かるた（著）・日吉丸晃（イラスト）、富士見書房→KADOKAWA〈富士見ファンタジア文庫〉、全3巻
  - 『放課後トロイメライ』、2008年6月20日発売[12]、ISBN 978-4-8291-3304-0
  - 『放課後トロイメライ2 散る雪の奏鳴曲』、2014年5月20日発売[13]、ISBN 978-4-04-070122-6
  - 『放課後トロイメライ3 雪解けの協奏曲』、2015年1月20日発売[14]、ISBN 978-4-04-070123-3
    - 『電子特別版[注釈 1]』、2015年1月20日発売[15] ※電子書籍版のみ